# Traité de Wallingford
Pour les articles homonymes, voir Traité de Westminster.

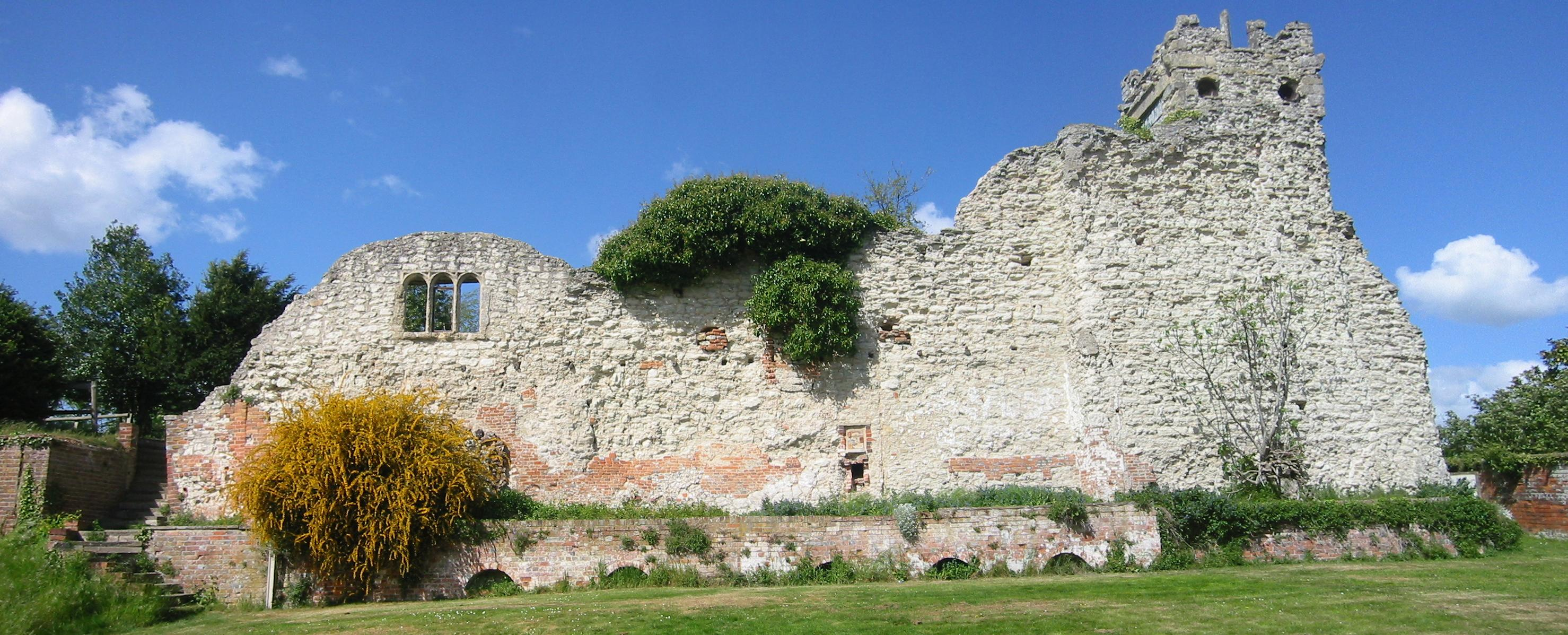
Ruine du château de Wallingford où eut lieu le traité éponyme

Le traité de Wallingford est un accord conclu le 6 novembre 1153 entre le roi Étienne d'Angleterre et Henri Plantagenêt, duc de Normandie, comte d'Anjou et du Maine, fils de Mathilde l'Emperesse et futur Henri II d'Angleterre. Le traité mit fin à la guerre civile créée par la dispute pour la couronne d'Angleterre qui durait depuis 1135. Il est parfois aussi appelé traité de Winchester ou traité de Westminster, car bien qu'initié à Wallingford, il a été formellement écrit à Winchester et finalisé à l'abbaye de Westminster.

## Prémices
Étienne avait bâti des contre-châteaux près de Wallingford pour attaquer un soutien de Mathilde retranché dans le château de Wallingford. Henri vint en renfort et attaqua ces contre-châteaux. Une bataille rangée était attendue entre les deux camps, mais certains nobles, lassés par une guerre civile interminable, convainquirent le roi de négocier. Le roi et le duc discutèrent, chacun d'un côté d'un cours d'eau (peut-être la Tamise, au niveau d'un gué), et un accord verbal sur une trêve fut trouvé.
Eustache, le fils du roi, apprenant la trêve, entra dans une colère noire contre son père et quitta la cour. Mais quelques jours plus tard, en août 1153, il mourut subitement, peut-être empoisonné. Simon II de Saint-Lis, comte de Northampton et d'Huntingdon, lui aussi très opposé à toute tractation, mourut la même semaine d'une maladie semblable. La disparition de ces deux farouches opposants leva les obstacles à un accord entre les deux parties. Le roi y avait d'autant plus intérêt que son pouvoir déclinait de jour en jour, alors que celui d'Henri se renforçait.

## Les conditions du traité
Fin novembre 1153, une assemblée publique de seigneurs et barons se tint à Winchester. Étienne et Henri s'y retrouvèrent et finalement le roi reconnut le duc pour fils, et le duc reconnut le roi pour père. Le traité contenait plusieurs articles, dont les principaux statuaient :
- Que le roi Étienne resterait roi d'Angleterre jusqu'à sa mort, et que le duc Henri garderait le duché de Normandie. Après le décès du roi, le duc serait proclamé héritier successeur au trône d'Angleterre.

- Que les nobles et autres, quelles qu'aient été leurs positions durant la guerre civile, ne seraient pas inquiétés et qu'ils pourraient continuer à jouir de leurs terres, possessions et existences suivants leurs anciens droits et titres.

- Que le roi devrait récupérer et reprendre en main toutes les parties et parcelles qui constituaient l'héritage de le couronne, qu'il avait distribuées ou qui avaient été usurpées par quelque personne que ce soit. Et que toutes les possessions qui avaient été prises par la violence aux justes propriétaires, depuis le règne du roi Henri, leur seraient rendues.

- Que tous les châteaux, qui avaient été construits par quelque personne que ce soit, au contraire de la raison et de l'ordre, sous le règne d'Étienne, devraient être détruits. (1115 châteaux étaient concernés)

- Que Guillaume, le très jeune fils du roi, jurait fidélité au duc Henri, le reconnaissant comme successeur légal à la couronne. La ville de Norwich, et diverses autres terres qui appartenaient à son père lui étaient cédées, avec le consentement de son frère adoptif Henri.

- Que le roi devrait réparer tous les désordres apportés par la guerre. Rétablir les fermiers dans leurs fermes, réparer les bâtiments en ruine, remettre du bétail dans les pâturages, des moutons sur les collines, etc.

- Que le clergé pourrait continuer à jouir de ses biens tranquillement, et ne serait pas opprimé.

- Que la justice locale, à travers les shérifs devrait être restaurée, sans qu'aucun passe-droit ne soit permis.

- Que les soldats devraient transformer leurs épées en charrues, leurs lances en pioches etc.

- Qu'une seule sorte de monnaie d'argent circulerait dans le royaume.

Ce traité mettait fin à 18 ans de guerre civile. Le roi emmena le duc à Londres. La nouvelle s'étant propagée, la population les acclama. Le roi Étienne et son nouveau fils adoptif se séparèrent, prenant rendez-vous pour parfaire chaque article de leur accord, ce qui fut fait juste avant Noël. L'accord final fut signé à l'abbaye de Westminster, le 25 décembre 1153.

## Conclusions
Le roi promulgua une charte royale au début de l'année 1154. Immédiatement après, le roi et le duc se rencontrèrent de nouveau à Oxford où les comtes et barons du royaume étaient réunis en assemblée. Ils jurèrent fidélité au duc Henri, et le reconnurent comme successeur.
Étienne ne survivra que dix mois à ce traité, décédant le 25 octobre 1154. Henri II est couronné roi d'Angleterre sans opposition.
La ville de Wallingford sera récompensée pour son assistance dans la recherche de la paix par une charte royale en 1155.
La rumeur qui circulait depuis plusieurs années, insinuant qu'Étienne était en fait le père biologique d'Henri, fut renforcée par la conclusion de cet accord. Guillaume de Boulogne, pourtant réunissant toutes les qualités d'un héritier royal, fut complètement mis de côté, renforçant l'hypothèse de la filiation de Henri.